# Сюрреалістичний топ-список
Сюрреалістичний топ-список — сараївський комедійний серіал 1980-х — 1990-х років.

## Історія
У 1981 році у другій програмі Радіо Сараєво, у шоу «Примус», кілька акторів мали свої п'ять хвилин, відведених для молодих людей, які за одну ніч перетворилися на сенсацію. У 1983 році з них були сформовані групи, які мали стати опорою антируху. Вони були молоді і завзяті: No Smoking, Elvis J. Kurtović & His Meteors та Crvena jabuka. Серіал створений у ескізному форматі, демонстрував політичну і соціальну сатиру. Серіал був надзвичайно популярним в колишній Югославії. Зображено ситуацію в колишній Югославії і особливо в Боснії та Герцеговині до воєн у 1990-х.
Бажання показати місцеві настрої очевидне. Серіал став легендарним у всій Боснії та Герцеговині, тому справді незвично, що другий сезон був знятий лише через 4 роки. Лише Топ-список сюрреалістів 2 отримав величезну увагу, і, логічно, трохи слабшу (і все ж чудову) третю частину, зняту (вже у стані війни) в 1991 році. Спеціальний епізод нового 1992 року також є останнім, який «сюрреалісти» знімали разом.
На початку війни в БіГ Неле переїхав до Белграда, Джуро до Словенії, Зеніт залишився в Сараєво і навіть під час війни записав сюрреалістичний Топ-список, який мав успіх у Боснії та Герцеговині.

## Шоу надреальності
Шоу «Надреальність» є продовженням Сюрреалістичного топ-списку у 21 столітті. Нову команду зібрав Зеніт Джозич-Зена з Елвісом Дж. Куртовичем. У новій серії TLN стосується повоєнних БіГ у 21 столітті. Власниками ліцензії на «Надреальність», яка є однією з найбільш перегляданих серіалів в регіоні, є Федеральне телебачення (FTV) в Боснії та Герцеговині та RTL Television в Хорватії .